# En el hoyo
En el hoyo és un documental del 2006 del cineasta Juan Carlos Rulfo. Produït per Eugenia Montiel Pagés, En el Hoyo és un documental sobre la construcció del segon pis a l'Anillo Periférico del Districte Federal. Compte les històries dels treballadors, les persones que viuen al voltant de la construcció i aquells que transiten per l'obra.

## Sinopsi
Una llegenda mexicana diu que el diable demana ànimes perquè els ponts que es construeixen no caiguin. Aquest documental segueix la història d'alguns obrers mexicans que treballen al segon pis del Puente Periférico del DF, mostrant la seva vida quotidiana, els seus somnis i la seva dignitat.

## Premis i nominacions
- Festival Internacional de Varsòvia 2006 - Nominació a Millor Documental - Juan Carlos Rulfo[2]
- Festival de Cinema de Sundance 2006 - Gran Premi del Jurat pel Millor Documental de Cinema del Món - Juan Carlos Rulfo[3]
- Festival de Cinema de Miami 2006 - Gran Premi del Jurat pel Millor Documental - Juan Carlos Rulfo[4]
- Festival de Cinema Llatinoamericà de Lima 2006 - Segon premi a Millor Documental - Juan Carlos Rulfo
- Festival Internacional de Cinema de Karlovy Vary 2006 - Premi a Millor Documental de més de 30 minuts, empatat amb Life in Loops (A Megacities RMX) - Juan Carlos Rulfo
- XXI Festival de Cinema a Guadalajara 2006 - Premi Mayahuel al Millor Documental Iberoamericà i Premi JVC - Juan Carlos Rulfo
- 8 Festival de Cinema Independent de Buenos Aires, l'Argentina 2006 - Premi a Millor Pel·lícula - Juan Carlos Rulfo
- XLIX edició dels Premis Ariel[5][6]

1. Premi a Millor Llargmetratge Documental - Juan Carlos Rulfo
2. Premi a Millor So - Natalia Bruschtein, Maurício Santos, Jesús Sánchez Padilla, Jaime Baksht, Samuel Larson
3. Premi a Millor Edició - Valentina Leduc Navarro
4. Nominación a Millor Música Composta per a Cinema - Leonardo Heiblum

- Premis de l'Associació de Crítics de Cinema de l'Argentina 2008 - Millor Pel·lícula Iberoamericana - Juan Carlos Rulfo